# Коллемеццо, Райнальдо ди
Райнальдо ди Коллемеццо (Rainaldo Di Collemezzo, O.S.B.Cas., его фамилию также пишут как Colimetano, Collimetano, Calametano) — католический церковный деятель XII века. Выходец из семьи графов Марси, вероятно брат епископа Балдуина. В 1125 году Принял обеты ордена бенедиктинцев в монастуре Монтекассино. С 13 ноября 1137 по 28 октября 1166 года был аббатом этого монастыря. Пострадал от враждебных действий сицилийского короля Рожера II, напавшего на его монастырь.
На консистории декабре 1140 года был провозглашен кардиналом-священником с титулом церкви Санти-Марчеллино-э-Пьетро. С 1159 года кардинал-протопресвитер. Участвовал в выборах папы 1143 (Целестин II), 1144 (Луций II), 1145 (Евгений III), 1153 (Анастасий IV), 1154 (Адриан IV) и 1159 (Александр III) годов.